# Evren Özyiğit
Evren Özyiğit (* 1. Januar 1986 in Aydın) ist ein türkischer Fußballtorhüter.

## Karriere

### Verein
Özyiğit begann seine professionelle Karriere bei Muğlaspor. Sein erstes Spiel für Muğlaspor machte er am 15. Oktober 2006 gegen Turgutluspor. Seit der Saison 2007/08 spielt er für Ankaraspor. Am 3. Mai 2008 machte er sein Debüt in der Süper Lig gegen Çaykur Rizespor. Die Spielzeit 2009/10 verbrachte er als Leihspieler beim TFF-2.Ligisten Eyüpspor. 2010 wechselte er ablösefrei zum Absteiger Denizlispor in die TFF 1. Lig.
Nachdem sein Vertrag mit Denizlispor zum Sommer 2012 ausgelaufen war, wechselte er ablösefrei zum neuen Erstligisten Akhisar Belediyespor. Ausschlaggebend für den Wechsel war, dass Aladağ bereits bei Denizlispor mit dem Trainer von Akhisarspor, Hamza Hamzaoğlu, zusammengearbeitet hatte. Im Sommer 2104 wechselte er zum Zweitligisten Adanaspor. Bereits im Februar 2015 zog er zum Drittligisten Altay Izmir weiter, wo er nur für kurze Zeit blieb und zu keinem Einsatz kam. Anschließend war er fünf Monate vereinslos, bevor er bei Aydınspor 1923 unterschrieb und dort insgesamt zu 46 Einsätzen kam. Dann wechselte er zu Nazilli Belediyespor und später zu Eyüpspor.

### Nationalmannschaft
Özyiğit wurde 2007 zweimal für die Türkische U-21-Nationalmannschaft nominiert und kam einmal zum Einsatz.